# Wouter Bos
Wouter Jacob Bos (Vlaardingen, 14 luglio 1963) è un politico olandese.
Esponente del Partito del Lavoro, ha ricoperto la carica di ministro delle finanze e di viceministro presidente nel Governo Balkenende IV dal 22 febbraio 2007 al 23 febbraio 2010.
Dopo la caduta del governo, ha deciso di ritirarsi dalla politica.